# Přísavka thajská
Přísavka thajská je druh sladkovodní ryby patřící do rodu Gyrinocheilus.

## Vzhled
Tělo má zbarvené do světle olivové barvy, přes slabiny ji vede černý pás. Existuje několik barevných mutací, vzniklých častým křížením.

## Chov
Přísavky thajské se kupují především pro svou schopnost konzumace řas. V období dospělosti je ryba značně teritoriální, ovšem pokud má Přísavka dostatek prostoru, je prakticky neškodná.

## Odchov
V akváriích se přísavku nikdy nepodařilo odchovat. Ve volné přírodě klade své jikry do hustých spletí vodních rostlin. Rodiče se o potomstvo vůbec nestarají.